# عفیق اقمال
عفیق اقمال (انگلیسی: Afeeq Iqmal؛ زادهٔ ۱۹۹۹ (۲۵–۲۶ سال)) بازیکن فوتبال اهل مالزی است که در پست مهاجم برای مانجونگ سیتی بازی می‌کند.